# Patinação artística nos Jogos Olímpicos de Inverno de 1992 - Individual masculino
A competição individual masculina da patinação artística nos Jogos Olímpicos de Inverno de 1992 foi disputado entre 31 patinadores.

## Medalhistas
| Ouro   | EUN Viktor Petrenko |
| Prata  | USA Paul Wylie      |
| Bronze | TCH Petr Barna      |

## Resultados
| #                                   | Nome                   | País                 | PC | PL | TFP  |
| ----------------------------------- | ---------------------- | -------------------- | -- | -- | ---- |
| Medalha de ouro                     | Viktor Petrenko        | EUN Equipa Unificada | 1  | 1  | 1.5  |
| Medalha de prata                    | Paul Wylie             | USA Estados Unidos   | 3  | 2  | 3.5  |
| Medalha de bronze                   | Petr Barna             | TCH Checoslováquia   | 2  | 3  | 4.0  |
| 4                                   | Christopher Bowman     | USA Estados Unidos   | 7  | 4  | 7.5  |
| 5                                   | Alexei Urmanov         | EUN Equipa Unificada | 5  | 5  | 7.5  |
| 6                                   | Kurt Browning          | CAN Canadá           | 4  | 6  | 8.0  |
| 7                                   | Elvis Stojko           | CAN Canadá           | 6  | 7  | 10.0 |
| 8                                   | Vyacheslav Zagorodniuk | EUN Equipa Unificada | 10 | 8  | 13.0 |
| 9                                   | Michael Slipchuk       | CAN Canadá           | 8  | 9  | 13.0 |
| 10                                  | Todd Eldredge          | USA Estados Unidos   | 9  | 11 | 15.5 |
| 11                                  | Grzegorz Filipowski    | POL Polônia          | 13 | 10 | 13.5 |
| 12                                  | Steven Cousins         | GBR Grã-Bretanha     | 12 | 12 | 18.0 |
| 13                                  | Masakazu Kagiyama      | JPN Japão            | 11 | 15 | 20.5 |
| 14                                  | Nicolas Petorin        | FRA França           | 14 | 14 | 21.0 |
| 15                                  | Eric Millot            | FRA França           | 17 | 13 | 21.5 |
| 16                                  | Cameron Medhurst       | AUS Austrália        | 16 | 16 | 24.0 |
| 17                                  | David Liu              | TPE Taipé Chinês     | 15 | 19 | 26.5 |
| 18                                  | Ralph Burghart         | AUT Áustria          | 20 | 18 | 28.0 |
| 19                                  | Oula Jaaskelainen      | FIN Finlândia        | 23 | 17 | 28.5 |
| 20                                  | Konstantin Kostin      | LAT Letônia          | 18 | 22 | 31.0 |
| 21                                  | Sung-Il Jung           | KOR Coreia do Sul    | 21 | 21 | 31.5 |
| 22                                  | Henrik Walentin        | DEN Dinamarca        | 24 | 20 | 32.0 |
| 23                                  | Mitsuhiro Murata       | JPN Japão            | 22 | 23 | 34.0 |
| Não avançaram para o programa longo |                        |                      |    |    |      |
| 24                                  | Shubin Zhang           | CHN China            | 25 |    |      |
| 25                                  | Luka Klasinc           | SLO Eslovênia        | 26 |    |      |
| 26                                  | Marius Negrea          | ROU Romênia          | 27 |    |      |
| 27                                  | Su-Min Li              | PRK Coreia do Norte  | 28 |    |      |
| 28                                  | Tomislav Cizmesija     | CRO Croácia          | 29 |    |      |
| 29                                  | Riccardo Olavarrieta   | MEX México           | 30 |    |      |
| WD                                  | Gilberto Viadana       | ITA Itália           | 19 |    |      |
| WD                                  | Jan Erik Digernes      | NOR Noruega          | WD |    |      |

Legenda
| Recorde mundial      | Recorde mundial (World record)               |                       | Recorde africano                      | Recorde africano (African) |                                           | Q | Classificado por posição (Qualified) |
| Recorde olímpico     | Recorde olímpico (Olympic record)            | Recorde da América    | Recorde da América (Americas)         | q                          | Classificado por melhor tempo (Qualified) |   |                                      |
| Melhor marca do ano  | Melhor marca do ano (World leading)          | Recorde asiático      | Recorde asiático (Asian)              | DNS                        | Não largou (Did not start)                |   |                                      |
| Recorde nacional     | Recorde nacional (National record)           | Recorde europeu       | Recorde europeu (European)            | DNF                        | Não terminou (Did not finish)             |   |                                      |
| Recorde pessoal      | Recorde pessoal do atleta (Personal best)    | Recorde da Oceania    | Recorde da Oceania (Oceania)          | DSQ / DQ                   | Desclassificado (Disqualified)            |   |                                      |
| Recorde da temporada | Recorde da temporada do atleta (Season best) | Recorde sul-americano | Recorde sul-americano (South America) | NM                         | Sem marca (No mark)                       |   |                                      |